# Cantone di Picquigny
Il Cantone di Picquigny era una divisione amministrativa dell'arrondissement di Amiens.
È stato soppresso a seguito della riforma complessiva dei cantoni del 2014, che è entrata in vigore con le elezioni dipartimentali del 2015.
Comprendeva i comuni di:
- Ailly-sur-Somme
- Belloy-sur-Somme
- Bettencourt-Saint-Ouen
- Bouchon
- Bourdon
- Breilly
- Cavillon
- La Chaussée-Tirancourt
- Condé-Folie
- Crouy-Saint-Pierre
- L'Étoile
- Ferrières
- Flixecourt
- Fourdrinoy
- Hangest-sur-Somme
- Le Mesge
- Picquigny
- Soues
- Vignacourt
- Ville-le-Marclet
- Yzeux